# Сидер Појнт (Северна Каролина)
Сидер Појнт (енгл. Cedar Point) град је у америчкој савезној држави Северна Каролина.

## Демографија
По попису из 2010. године број становника је 1.279, што је 350 (37,7%) становника више него 2000. године.
| Група             | 2000.       | 2010.         |
| Белци             | 912 (98,2%) | 1.181 (92,3%) |
| Афроамериканци    | 3 (0,3%)    | 15 (1,2%)     |
| Азијати           | 3 (0,3%)    | 12 (0,9%)     |
| Хиспаноамериканци | 8 (0,9%)    | 35 (2,7%)     |
| Укупно            | 929         | 1.279         |